# Niamey

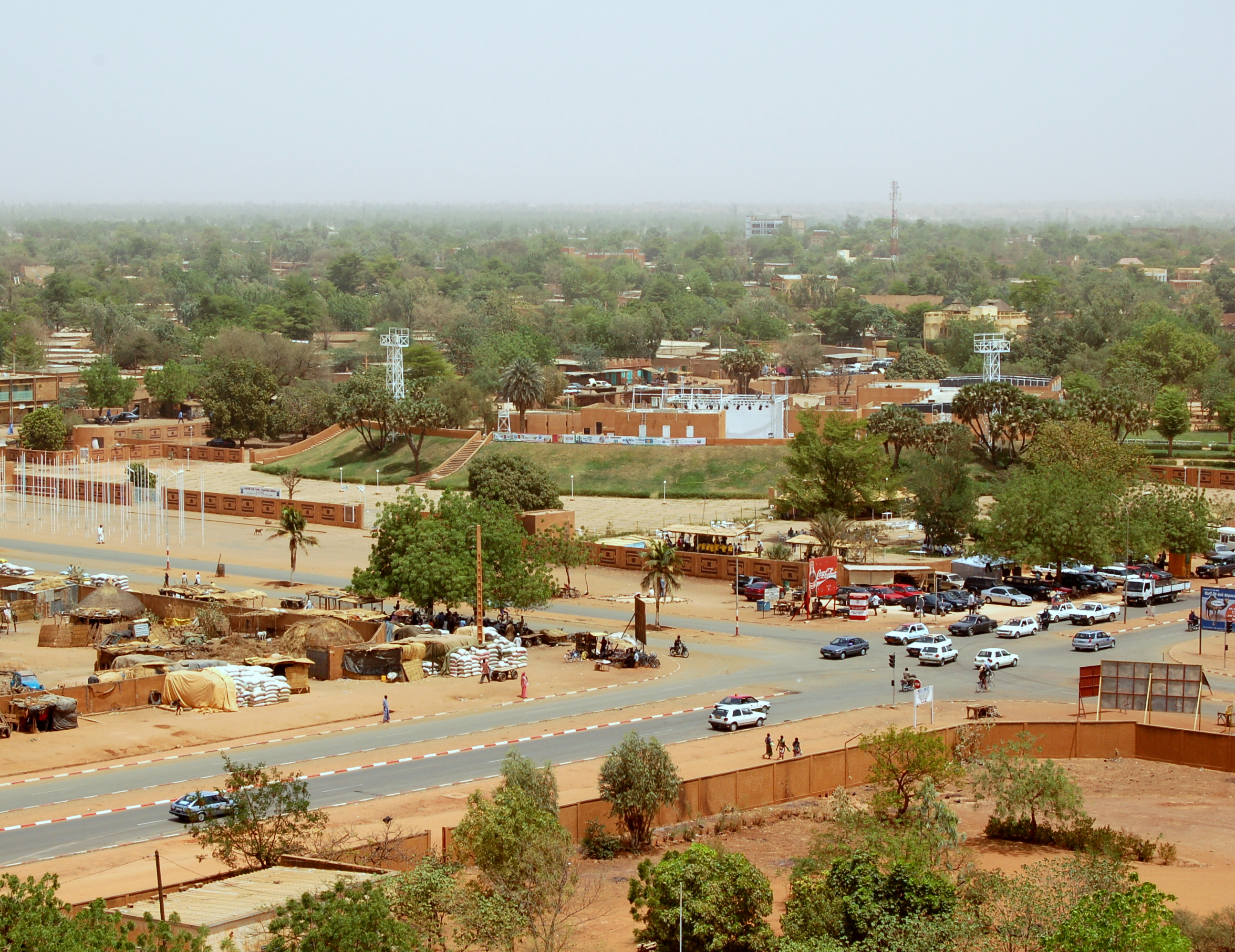
Vista de Niamey desde la Gran Mezquita

Niamey es la capital de Níger. Se localiza en el suroeste del país, en la margen derecha del río Níger. Es la ciudad más grande del país, así como el principal centro administrativo, cultural y económico. Tiene 707 951 habitantes según el censo realizado en el año 2001.
La economía de la ciudad se basa en la industria (bloques, cerámica, cemento) y los servicios administrativos. La ciudad posee un aeropuerto, alberga la Escuela Nacional de Administración de Níger, la Universidad Abdú Mumuni de Niamey, así como diferentes institutos y centros de investigación.
Entre los diversos puntos de interés de la ciudad está el Museo Nacional de Níger, que incluye un zoológico, un museo de arquitectura popular, un centro de artesanía y diversas exposiciones, entre ellas las dedicadas a restos paleontológicos de dinosaurios y la del árbol de Teneré. También están los centros culturales nigerino, francés y estadounidense, dos mercados principales y una pista de lucha tradicional.

## Historia
La ciudad fue fundada en el siglo XVIII, pero no fue importante hasta que Francia creó un fuerte colonial en los años 1890, tras lo cual se convirtió rápidamente en un centro importante del África Occidental Francesa. En 1926 se convirtió en la capital de la república de Níger y su población aumentó considerablemente ya que pasó de los 3000 habitantes en 1930 a alrededor de 30 000 en 1960.

## Geografía
Cubriendo un espacio de unos 250 km² el área metropolitana se sitúa en lo alto de dos planicies situadas a 218 m de altura y divididas por el río Níger. En Niamey, el río discurre en dirección sursureste desde Gao, Malí, efectuando amplias divisiones en el paisaje.

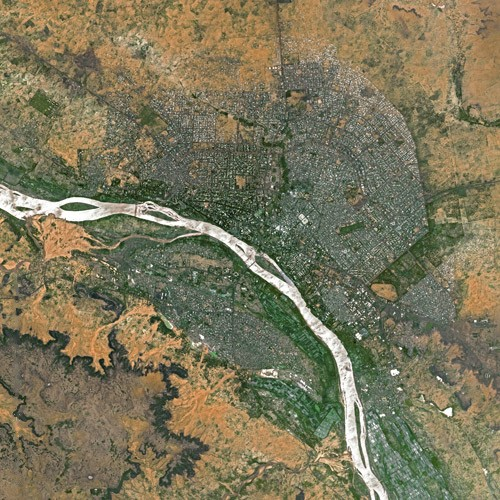
Niamey visto desde el satélite Spot.

 La ciudad fue fundada en el este ("zona izquierda") del río teniendo en cuenta que este discurre de oeste a este para continuar después en dirección sur. Una serie de pequeñas islas tienen su origen en Niamey y se extienden hacia el sur, por el río.
El clima es Sahel, con una media de precipitaciones pluviosas de entre 500 mm y 750 mm al año, la mayoría comienzan asociadas a escasas tormentas en mayo, posteriormente seguidas de una estación de lluvias que dura de mediados de junio a principios de septiembre, cuando las lluvias desaparecen rápidamente. La mayoría de las precipitaciones se concentran pues desde finales de junio a mediados de agosto. No hay apenas precipitaciones desde mediados de octubre a abril.

## División administrativa
La ciudad se encuentra dividida al igual que muchas de las grandes ciudades francesas en comunas y distritos, posee cinco comunas y cuarenta y cuatro distritos diferentes. Presenta además noventa y nueve quartiers, entre los que se incluyen pueblos que anteriormente eran independientes. La Comunidad Urbana de Niamey (CUN) cubre un territorio de 239,4 km², o lo que es lo mismo el 0,02% de la nación.

## Demografía

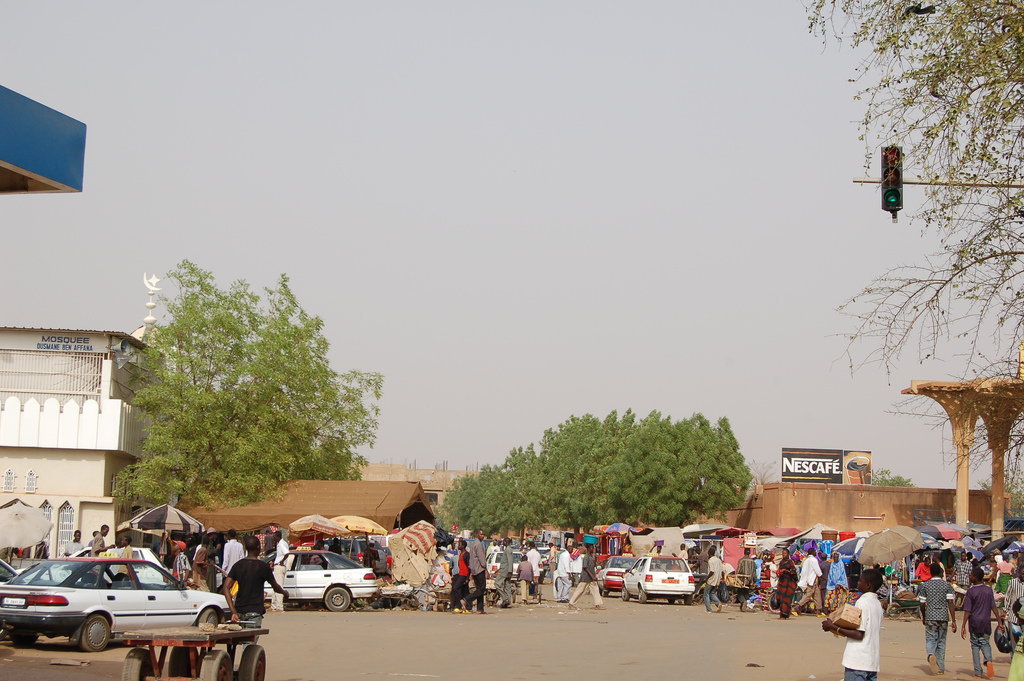
Gran mercado de Niamey (2006)

Mientras que la población de Niamey ha crecido constantemente desde la independencia, las sequías de los 70 y 80 del pasado siglo, junto con la crisis económica de principios de 1980, han impulsado a un éxodo de los habitantes de las zonas rurales a la ciudad más grande de Níger. Bajo el gobierno militar del general Seyni Kountché, hubo controles estrictos de la residencia, y el gobierno realizó periódicamente redadas y fue expulsando a los habitantes que no contaban con permisos de residencia de vuelta a sus aldeas. Las libertades cada vez mayores de la década de 1980 y 1990, junto con la rebelión tuareg del decenio de 1990 y la hambruna en la década de 2000, han reforzado el proceso de inmigración, con grandes asentamientos informales que aparecen en las afueras de la ciudad. Son notable en el centro de la ciudad desde la década de 1980 los grupos de pobres mendigos, jóvenes o discapacitados.
Dentro de los barrios más ricos o más víctimas de la trata, los mendigos, de hecho, han formado un sistema jerárquico bien regulado en el que los mendigos obtienen Garner Sadaka (limosna), de acuerdo a las normas culturales y religiosas.
Niamey es la única ciudad en la que es mayoritario el uso del francés, el idioma oficial del país.
| Año  | Población (Aproximadamente) |
| ---- | --------------------------- |
| 1901 | 600                         |
| 1930 | 3,000                       |
| 1960 | 30,000                      |
| 1980 | 250,000                     |
| 2005 | 750,000                     |
| 2012 | 1,026,848 (+41.6%)          |
| 2020 | 1,324,700 (+29.0%)          |

## Religión
Más del 90 % de la población de Níger se considera musulmana, y por ello Niamey alberga la mayor mezquita del país: la Gran Mezquita de Niamey. La ciudad cuenta también con un obispo católico.

## Climatología

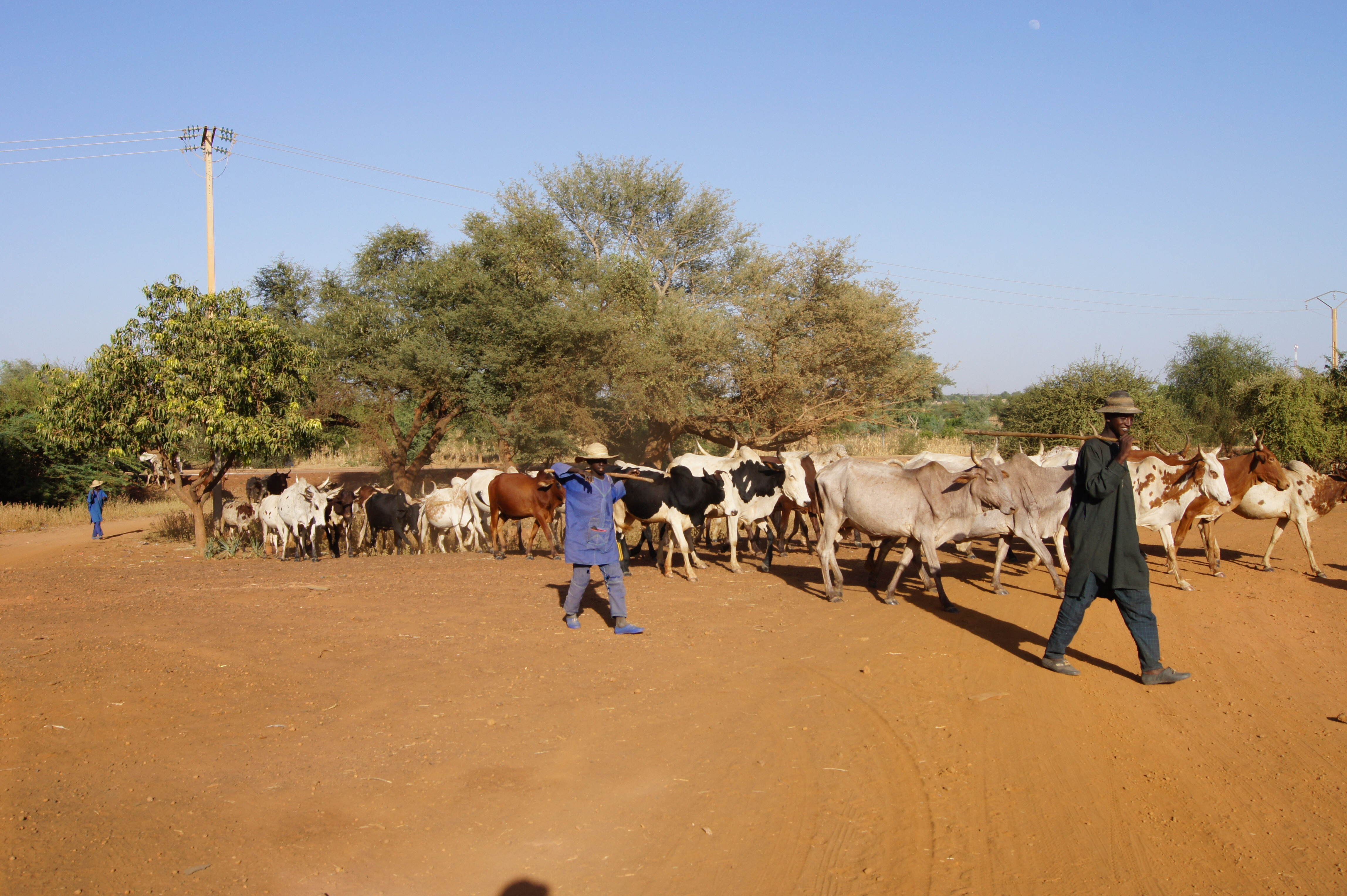
Esta es una imagen de "africanos trabajando" de dia

Niamey presenta un clima tropical seco que linda con un clima semiárido. La ciudad presenta una breve estación lluviosa que comprende desde el mes de junio hasta el mes de septiembre y una estación seca muy larga que comprende todo lo que resta de año. es principalmente a causa de la estación lluviosa que la ciudad está contemplada bajo la categoría de clima tropical seco. Niamey es realmente cálido durante todo el año. La media mensual de temperaturas altas es de 38 °C si bien esta temperatura se ve superada durante seis meses al año y en ningún mes estas temperaturas descienden por debajo de los 32 °C. Durante la estación seca, especialmente desde noviembre a febrero, las noches son generalmente muy frías. La media de bajas temperaturas nocturnas entre noviembre y febrero están comprendidas entre 14 °C y 18 °C. 
| Parámetros climáticos promedio de Niamey, Níger                      | Parámetros climáticos promedio de Niamey, Níger | Parámetros climáticos promedio de Niamey, Níger | Parámetros climáticos promedio de Niamey, Níger | Parámetros climáticos promedio de Niamey, Níger | Parámetros climáticos promedio de Niamey, Níger | Parámetros climáticos promedio de Niamey, Níger | Parámetros climáticos promedio de Niamey, Níger | Parámetros climáticos promedio de Niamey, Níger | Parámetros climáticos promedio de Niamey, Níger | Parámetros climáticos promedio de Niamey, Níger | Parámetros climáticos promedio de Niamey, Níger | Parámetros climáticos promedio de Niamey, Níger | Parámetros climáticos promedio de Niamey, Níger |
| Mes                                                                  | Ene.                                            | Feb.                                            | Mar.                                            | Abr.                                            | May.                                            | Jun.                                            | Jul.                                            | Ago.                                            | Sep.                                            | Oct.                                            | Nov.                                            | Dic.                                            | Anual                                           |
| -------------------------------------------------------------------- | ----------------------------------------------- | ----------------------------------------------- | ----------------------------------------------- | ----------------------------------------------- | ----------------------------------------------- | ----------------------------------------------- | ----------------------------------------------- | ----------------------------------------------- | ----------------------------------------------- | ----------------------------------------------- | ----------------------------------------------- | ----------------------------------------------- | ----------------------------------------------- |
| Temp. máx. abs. (°C)                                                 | 40.0                                            | 44.0                                            | 45.0                                            | 47.0                                            | 48.0                                            | 43.5                                            | 42.0                                            | 40.6                                            | 41.8                                            | 41.2                                            | 40.7                                            | 40.0                                            | 48.0                                            |
| Temp. máx. media (°C)                                                | 32.5                                            | 35.7                                            | 39.1                                            | 40.9                                            | 40.2                                            | 37.2                                            | 34                                              | 33                                              | 34.4                                            | 37.8                                            | 36.2                                            | 33.3                                            | 36.2                                            |
| Temp. media (°C)                                                     | 24.3                                            | 27.3                                            | 30.9                                            | 33.8                                            | 34                                              | 31.5                                            | 29                                              | 27.9                                            | 29                                              | 30.8                                            | 27.5                                            | 25                                              | 29.3                                            |
| Temp. mín. media (°C)                                                | 16.1                                            | 19.0                                            | 22.9                                            | 26.5                                            | 27.7                                            | 25.7                                            | 24.1                                            | 23.2                                            | 23.6                                            | 24.2                                            | 19.5                                            | 16.7                                            | 22.4                                            |
| Temp. mín. abs. (°C)                                                 | 12.6                                            | 14.3                                            | 18.0                                            | 21.6                                            | 22.6                                            | 20.5                                            | 20.0                                            | 20.2                                            | 20.3                                            | 15.8                                            | 13.0                                            | 12.6                                            | 12.6                                            |
| Lluvias (mm)                                                         | 0                                               | 0                                               | 3.9                                             | 5.7                                             | 34.7                                            | 68.8                                            | 154.3                                           | 170.8                                           | 92.2                                            | 9.7                                             | 0.7                                             | 0                                               | 540.8                                           |
| Días de precipitaciones (≥ 1 mm)                                     | 0.0                                             | 0.0                                             | 0.2                                             | 0.8                                             | 2.9                                             | 5.9                                             | 9.9                                             | 12.2                                            | 7.4                                             | 1.6                                             | 0.1                                             | 0.0                                             | 41                                              |
| Horas de sol                                                         | 297.6                                           | 263.2                                           | 269.7                                           | 252                                             | 279                                             | 267                                             | 257.3                                           | 235.6                                           | 235.6                                           | 285.2                                           | 282                                             | 279                                             | 3203.2                                          |
| Humedad relativa (%)                                                 | 22                                              | 17                                              | 18                                              | 27                                              | 42                                              | 55                                              | 67                                              | 74                                              | 73                                              | 53                                              | 34                                              | 27                                              | 42.4                                            |
| Fuente n.º 1: Hong Kong Observatory (1961-1990) 18 de agosto de 2009 |                                                 |                                                 |                                                 |                                                 |                                                 |                                                 |                                                 |                                                 |                                                 |                                                 |                                                 |                                                 |                                                 |
| Fuente n.º 2: World Meteorological Organization (1961-1990)          |                                                 |                                                 |                                                 |                                                 |                                                 |                                                 |                                                 |                                                 |                                                 |                                                 |                                                 |                                                 |                                                 |

## Economía
Niamey, es la ciudad más poblada e importante de Níger, además de ser la sede de gobierno y de los tres poderes del estado. Gran parte de la producción nacional se origina en esa ciudad. En Niamey se encuentran la mayoría de las industrias del país y tienen su sede gran parte de las empresas de Níger.

## Transportes

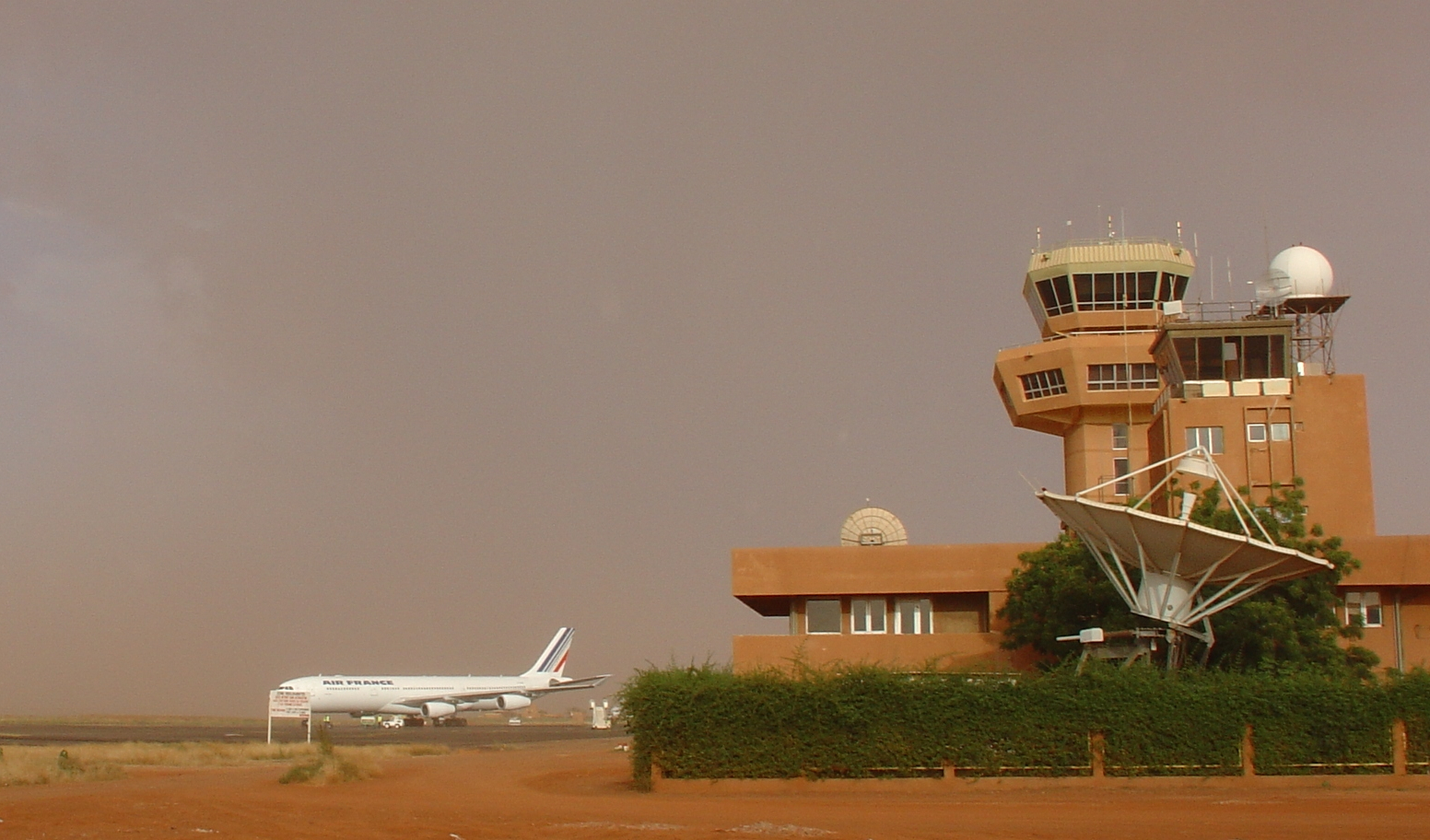
Vista del aeropuerto de la ciudad.

La ciudad se encuentra comunicada con el resto de localidades del país, mediante carreteras. El Aeropuerto Internacional Diori Hamani tiene vuelos a distintos aeropuertos de África y Europa. Además, se cuenta con barcos que se utilizan para viajar por el río Níger.[cita requerida]

## Educación
Niamey es  la sede de la Escuela Nacional de Administración, de la Universidad Abdou Moumouni, del Instituto Superior de Minería, Industria y Geología que se encuentra en la orilla derecha del río, y de numerosos institutos (Centre Numérique de Niamey, Institut de recherche pour le développement, el International Crops Research Institute for the Semi-Arid Tropics, Instituto Hidrológico, etc. ) Niamey alberga el African Centre of Meteorological Application for Development (Centro Africano de Aplicaciones Meteorológicas para el Desarrollo).

## Arquitectura y urbanismo
La ciudad cuenta con algunos edificios de interés arquitectónico, como el Palacio de Congresos de Niamey y el Antiguo Palacio Presidencial.

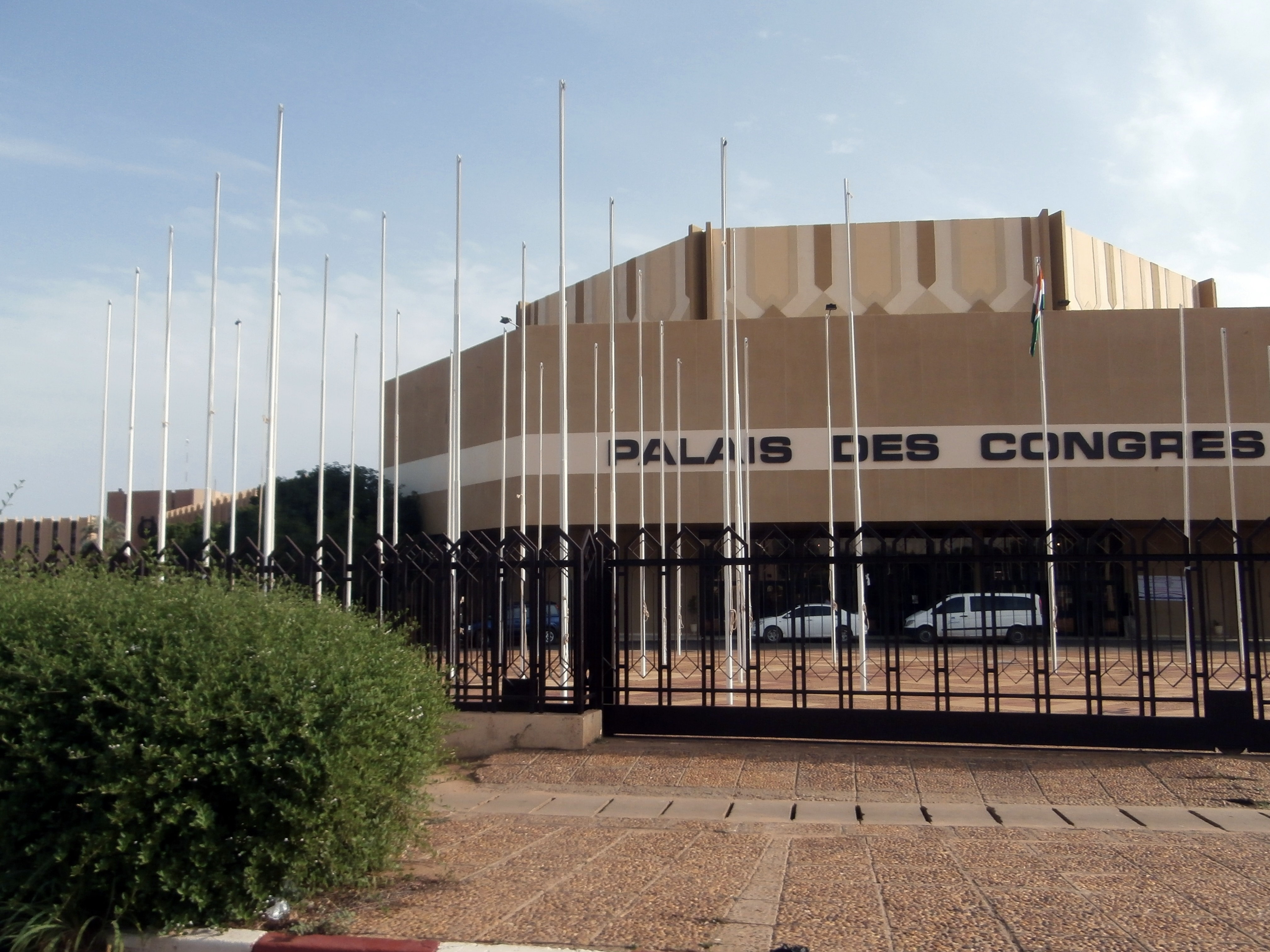
Palacio de congresos de Niamey.

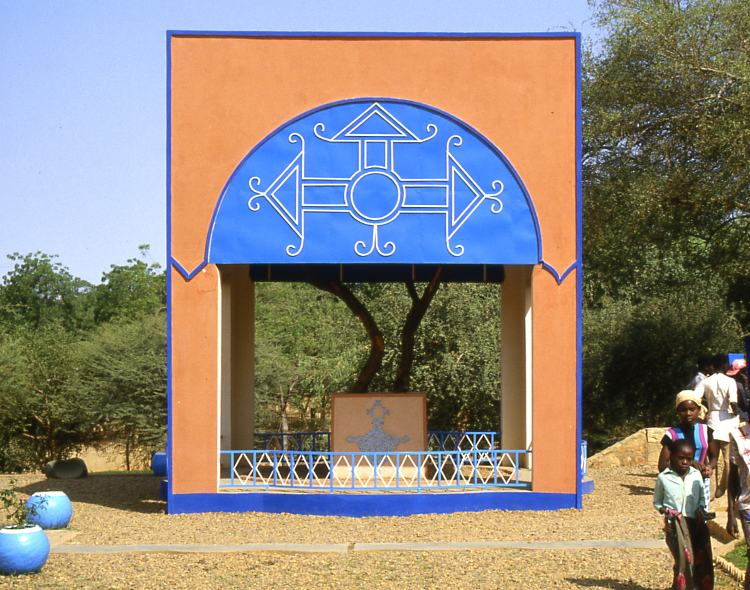
Árbol del Teneré, museo nacional Boubou-Hama

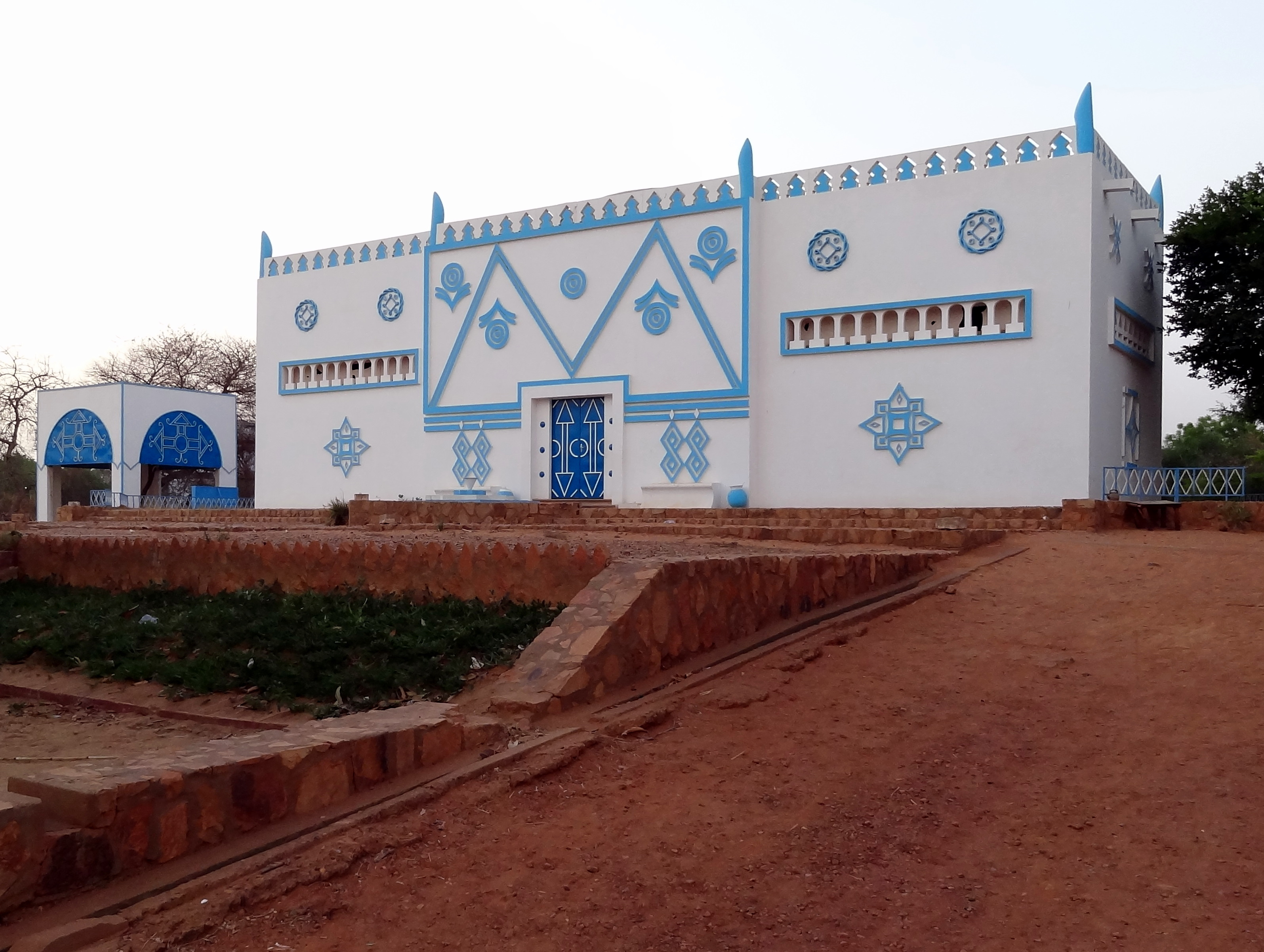
museo nacional Boubou-Hama.

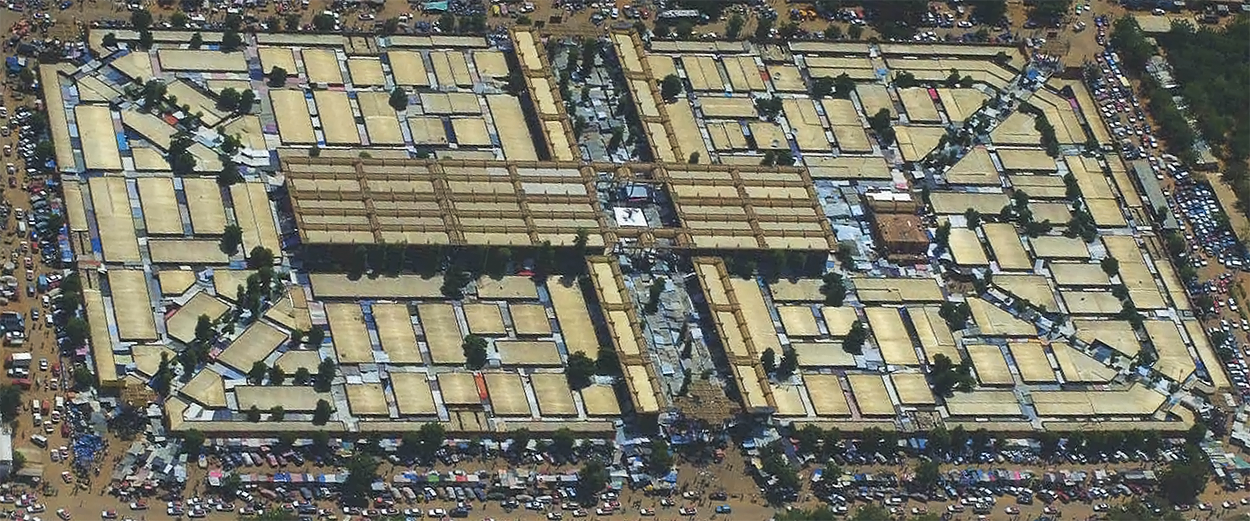
Grand marché de Niamey.

## Ciudades hermanadas
La ciudad de Niamey cuenta con varias ciudades hermanadas:
- Dakar (Senegal)
- Tamale (Ghana)

#### Libros
- Suzanne Bernus (1965). Niamey: population et habitat. Documents d'enquêtes. Niamey: IFAN/CNRS. ;
- Moussa Kassey Seybou (1995). La politique de planification urbaine au Niger  le cas de Niamey. Cahiers du Cidep. Louvain-la-Neuve: Academia et L'Harmattan. ISBN 2-87209-383-4..
- Alain Marie, éd.; Robert Vuarin (1997). L'Afrique des individus: itinéraires citadins dans l'Afrique contemporaine (Abidjan, Bamako, Dakar, Niamey). Hommes et sociétés. París: Éditions Karthala. ISBN 2-86537-758-X. ;
- Nolwenn Barbier-Alassane; Mohamed Alassane (2003). Niamey, le monde des petits métiers (en francés). Vannes: Un livre, des livres. ISBN 2-9520208-0-9. ;
- Ismaël Aboubacar Yenikoye (2007). L'Université Abdou Moumouni de Niamey, organisation et aspects qualitatifs de l'enseignement supérieur au Niger (en francés). París: L'Harmattan. ISBN 978-2-296-03791-5. ;
- Sidikou, Arouna Hamidou; Abdou Bontianti (2008). Gestion des déchets à Niamey (en francés). Paris: L'Harmattan. ISBN 978-2-296-06483-6. ;
- Younoussa Seybou; Haro Wada (octobre de 2004). Étude sur l'approfondissement du diagnostic et l'analyse des systèmes de production agro-sylvopastoraux dans le cadre de la mise en œuvre de la stratégie de développement rural. Région de la Communauté urbaine de Niamey. Archivado desde el original el 13 de agosto de 2012. Consultado el 6 de febrero de 2022. .

#### Artículos
- Gilbert Laval (1981). «Enquête sur les 'tabliers' de Niamey : dépérissement et reconquête d'une ville». Cahiers d'études africaines 21 (81-83): 211-220. ;
- Patrick Gilliard; Laurent Pedenon (octobre de 1996). «Rues de Niamey, espace et territoires de la mendicité». Politique africaine (63): 51-60.  ;
- Motcho, Kokou Henri (2006). «La réforme de la Communauté urbaine de Niamey». Centro Città del Terzo Mondo - Working Papers (en italiano) (Politecnico di Torino) (16). Archivado desde el original el 13 de agosto de 2012. Consultado el 6 de febrero de 2022., 19 p. ;
- Cherif Ouazani (18 de avril de 2011). «Et au milieu coule le fleuve Niger». Jeune Afrique.  ;

- Datos: Q3674
- Multimedia: Niamey / Q3674